# Oxulevatten
Oxulevatten är en sjö i Lilla Edets kommun i Bohuslän och ingår i Göta älvs huvudavrinningsområde. Sjön har en area på 0,0833 kvadratkilometer och ligger 111 meter över havet.

## Delavrinningsområde
Oxulevatten ingår i det delavrinningsområde (644746-128249) som SMHI kallar för Mynnar i Göta älvs vattendragsyta. Medelhöjden är 103 meter över havet och ytan är 27,12 kvadratkilometer. Det finns inga avrinningsområden uppströms utan avrinningsområdet är högsta punkten. Vattendraget som avvattnar avrinningsområdet har biflödesordning 2, vilket innebär att vattnet flödar genom totalt 2 vattendrag innan det når havet efter 54 kilometer. Avrinningsområdet består mestadels av skog (72 %) och jordbruk (12 %). Avrinningsområdet har 1,63 kvadratkilometer vattenytor vilket ger det en sjöprocent på 6 %.